# Longpont
Longpont település Franciaországban, Aisne megyében. Lakosainak száma 237 fő (2022. január 1.). Longpont Chaudun, Corcy, Louâtre, Montgobert, Saint-Pierre-Aigle, Vierzy és Villers-Hélon községekkel határos.

## Népesség
A település népességének változása:
| Lakosok száma | 311  | 306  | 298  | 277  | 284  | 271  | 262  | 249  | 244  | 237  |
|               | 1968 | 1982 | 1990 | 2006 | 2013 | 2015 | 2017 | 2019 | 2020 | 2022 |